# Залізоробне ремесло епохи Київської Русі
Залізоробне ремесло епохи Київської Русі — дрібне виробництво чавуну і сталі з подальшою металообробкою (ковальство).
Розвиткові металургії заліза в Київській Русі сприяла наявність на її землях залізних руд та лісів. У ході археологічних розкопок тогочасних поселень у близько 100 з них було виявлено об'єкти З.р. у вигляді залишків глинобитних та кам'яних горнів, скупчень сировини, шлаків, готової продукції. Дослідження цих об'єктів показали, що технологія видобутку заліза із залізної руди та отримання з нього сталі полягала у відновленні в горні (куди засипалися руда та деревне вугілля) окисом вуглецю (що утворювався під час горіння вугілля) залізної руди та в подальшому збагаченні заліза вуглецем (сиродутний спосіб). Основний тип давньоруського горна – стаціонарна наземна шахтна піч зі шлаковідвідним пристроєм.
Основним фактологічним матеріалом для дослідження ковальського ремесла є залишки кузень з їх оснащенням та готова продукція; інструменти, що використовувалися в кузні, – ковадла, молоти й молотки, обценьки, зубила, бородки, штампи, лещата, точильні диски тощо. Основу різноманітної й складної техніки обробки чорного металу складали прийоми вільного кування, зварювання, цементування, паяння заліза й сталі, термообробляння сталі, різання металу, покриття й інкрустації залізних виробів кольоровими та благородними металами, художнє кування. Загалом асортимент давньоруських ковальських виробів становив близько 160 різних одиниць, на підставі типології яких дослідники виділяють 16 ковальських спеціальностей.